# Loriculus flosculus
El lorículo de Flores  (Loriculus flosculus) es una especie de ave psittaciforme de la familia Psittaculidae, endémica de Indonesia.

## Distribución y hábitat
Su hábitat son los bosques húmedos de tierras bajas y bosques de montaña de la isla indonesa de Flores. Está amenazado por pérdida de hábitat.